# 高允韬
高允韬（894年—935年9月8日），字审机。后梁彰武、保大两镇节度使高万兴子。
初仕后梁，起家授同州别驾，不久加检校右仆射，改金紫光禄大夫、检校司空，充保大军内外马步军指挥使。后唐灭梁后，高万兴父子归顺后唐。同光二年（924年）正月，以知保大军军州事高允韬为检校太保，充保大军两使留后。同光三年（925年）闰十二月，高万兴去世，高允韬从理所前去奔丧，被任为彰武军留后。天成元年（926年）六月，起复为检校太傅，被任为彰武军节度使。长兴元年（930年）三月，移镇邢州安国军节度使。不迟于三年（932年）七月卸任。
长兴四年（933年）三月，后唐明宗敕谕夏、银、绥、宥将士吏民，要定难军留后李彝超遵命调任彰武军节度使，说如果从命就能像曾拥有不少土地和军队却全族归顺的凤翔节度使李从曮和高允韬一样与兄弟、部将一同富贵，违命就会像义武军节度使王都、定远军使李匡宾遭到灭族之祸。但李彝超还是抗命，后唐讨伐无果，最后李彝超上表谢罪，被任为节度使。
同年六月，高允韬被任为右龙武统军，九月，授滑州义成军节度使。
清泰二年（935年）八月，于任上去世。追赠太师。